# Frinnaryds församling
Frinnaryds församling är en församling i Linköpings stift inom Svenska kyrkan. Församlingen ingår i Aneby pastorat. Församlingen ligger i Aneby kommun i Jönköpings län.
Församlingskyrka är Frinnaryds kyrka.

## Administrativ historik
Församlingen har medeltida ursprung
Församlingen var till 1641 annexförsamling i pastoratet Linderås och Frinnaryd och därefter till 1 maj 1930 ett eget pastorat. Från 1 maj 1930 till 1962 var församlingen åter annexförsamling i pastoratet Linderås och Frinnaryd. Från 1962 var denna församling annexförsamling i pastoratet Bredestad, Askeryd, Marbäck, Bälaryd och Frinnaryd som sedan 1998 utökades med Lommaryds, Vireda och Haurida församlingar. Den 1 januari 2006 uppgick Bredestads, Bälaryds och Marbäcks församlingar i Aneby församling, som samtidigt blev moderförsamling i pastoratet.

## Kyrkoherdar
| Ämbetstid | Namn                        | Levnadstid | Övrigt                        |
| --------- | --------------------------- | ---------- | ----------------------------- |
| 1641–1656 | Nicolaus Svenonis Medelius  | –1672      |                               |
| 1656–1682 | Ericus Olavi Podolinus      | 1605–1682  |                               |
| 1683–1698 | Emundus Johannis Wettrenius | 1645–1713  | Senare kyrkoherde i Höreda.   |
| 1698–1720 | Laurentius Laurentii Kraft  | 1664–1720  |                               |
| 1722–1734 | Daniel Laurentii Törner     | 1680–1734  |                               |
| 1736–1755 | Zacharias Lidbergius        | 1695–1755  |                               |
|           | Lars Fornander              | 1724-1791  | Senare kyrkoherde i Virserum. |
| 1767–1780 | Samuel Mörtling             | 1731–1787  | Senare kyrkoherde i Linderås. |
| 1781–1804 | Samuel Andreæ Palmærus      | 1717–1804  |                               |
|           | Anders Gabriel Fast         | 1762-1837  | Senare kyrkoherde i Virserum. |
| 1815–1850 | Carl Fredrik Fagerlund      | 1766–1850  |                               |
| 1859–1861 | Samuel Hjertsäll            | 1802–1861  |                               |
| 1878–1887 | Erik Rudberg                | 1845–1903  |                               |

### Komministrar
| Ämbetstid | Namn                      | Levnadstid | Övrigt                                    |
| --------- | ------------------------- | ---------- | ----------------------------------------- |
| 1593–1597 | Haquinus Johannis         | –1597      |                                           |
| 1622–1633 | Sveno Andreae             |            | Senare komminister i Marbäcks församling. |
|           | Olavus Johannis Sundius   |            |                                           |
| 1639–1641 | Olavus Johannis Lindelius | –1657      | Senare komminister i Linderås församling. |

## Klockare och organister
| Ämbetstid | Namn                    | Levnadstid | Övrigt                |
| --------- | ----------------------- | ---------- | --------------------- |
| 1778-1800 | Samuel Persson          | 1754-      | Klockare              |
| 1813-1850 | Jonas Andersson         | 1781-1857  | Klockare              |
| 1861-1884 | Nils Jakobsson Dahlholm | 1818-1884  | Organist och klockare |